# (3097) Tacite
(3097) Tacite, désignation internationale (3097) Tacitus, est un astéroïde de la ceinture principale.

## Description
(3097) Tacite est un astéroïde de la ceinture principale. Il fut découvert par le programme PLS le 24 septembre 1960 à l'observatoire Palomar. Il présente une orbite caractérisée par un demi-grand axe de 2,9294 UA, une excentricité de 0,0899 et une inclinaison de 7,4651° par rapport à l'écliptique.
Il fut nommé en hommage à Tacite, historien et sénateur romain né en 58 et mort vers 120 après Jésus-Christ.

## Compléments